# Tarrafal de São Nicolau (Cap Verd)
Tarrafal de São Nicolau és una ciutat a l'oest de l'illa de São Nicolau a l'arxipèlag de Cap Verd. Està situada a la costa oest, a 9 kilòmetres al sud-oest de Ribeira Brava. És la seu del municipi de Tarrafal de São Nicolau i principal port de l'illa.

## Subdivisions
Se subdivideix en els següents bairros:
- Alto Fontainhas
- Alto Saco
- Telha
- Amarelo Pintado
- Campo Pedrado
- Chã de Poca
- Escada
- João Baptista

## Esports
El seu estadi és l'Estádio Orlando Rodrigues. A la ciutat hi els clubs AJAT'SN i FC Ultramarina.